# Нюки
Ню́ки (бур. Нүхэ(н) — «яма») — село в Кабанском районе Бурятии. Входит в сельское поселение «Кабанское».

## География
Расположено в 4 км юго-восточнее районного центра, села Кабанска, у впадения реки Кабаньей в Селенгу. В полукилометре к югу от окраины села проходят автомагистраль Р258 «Байкал» и Транссибирская железнодорожная магистраль (о. п. Нюки).

## Топонимика
Название Нюки имеет бурятское происхождение и происходит, по всей видимости, от бур. нүхэ(н) — «яма».

## Население

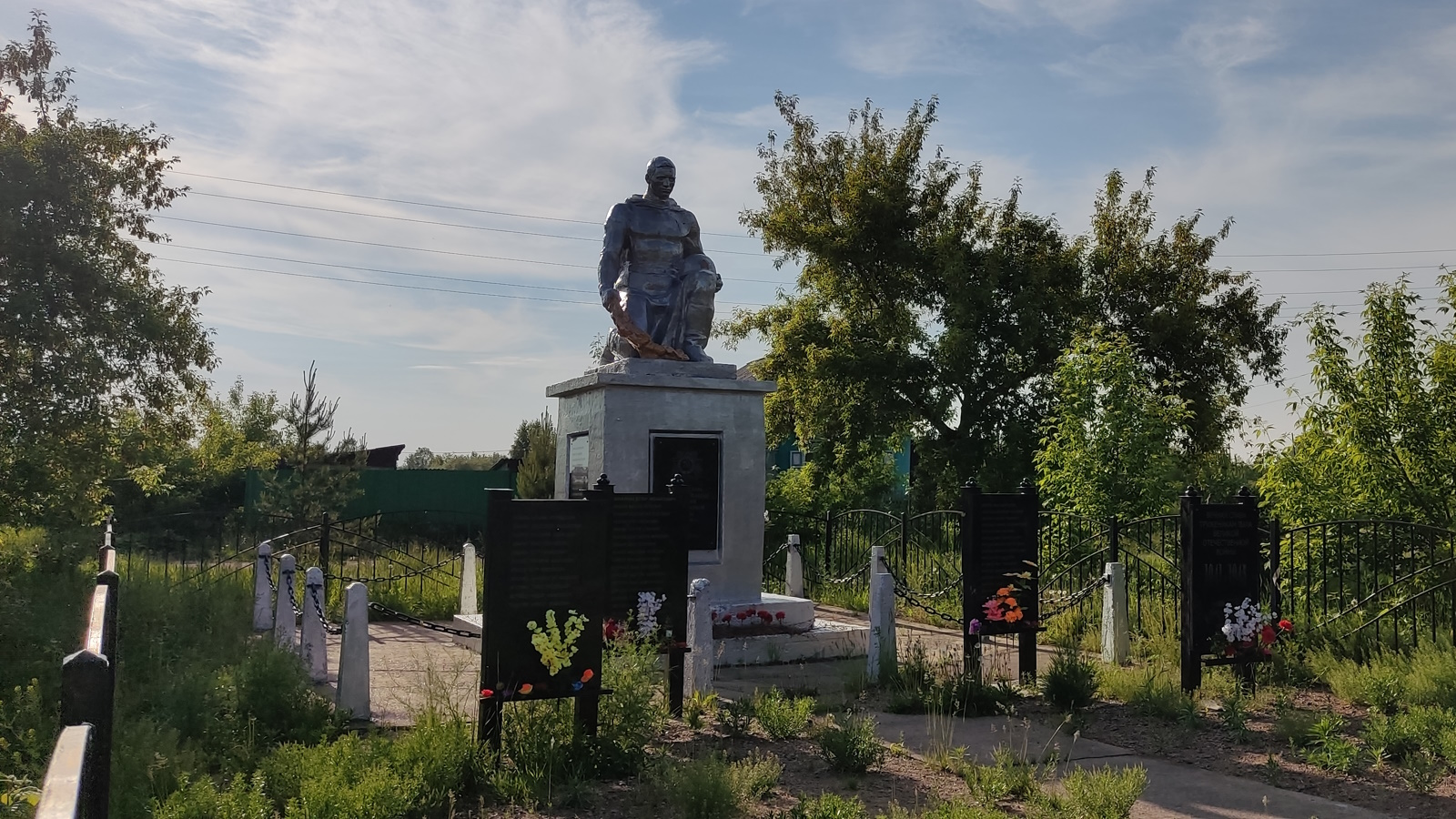
Памятник героям Великой Отечественной войны

| 2002 | 2009 | 2010 |
| ---- | ---- | ---- |
| 254  | ↗384 | ↘249 |